# Bobby Bass
Bobby Bass (* 6. August 1936 in Kalifornien; † 7. November 2001 in Los Angeles, Kalifornien) war ein US-amerikanischer Film- und Fernsehschauspieler und Stuntman. Er war unter anderem bei Steve McQueens letztem Film (Jeder Kopf hat seinen Preis) für die Stuntszenen verantwortlich.

## Leben
Bass, ein Absolvent der Morningside High School in Inglewood, Kalifornien, war ein Enthusiast der Kampfkünste. Als Teenager wurde er Judo-Champion. Bei einem Treffen mit dem US-amerikanischen Judo Champion Ivan Gene Lebell kam Bass mit der Stuntszene in Hollywood in Kontakt.
Bass war mit Norma Collins, der Friseurin von Ann-Margret, verheiratet. Er verstarb am 7. November 2001 in Los Angeles an der Parkinson-Krankheit. Seine Kinder sind Stiefsohn Colin Bass (geboren als Colin Collins), Bassist der Progrock-Band Camel und drei Stieftöchter (einschließlich die US-amerikanische Schauspielerin Bo Derek).

## Karriere
In seiner Karriere doubelte Bass in einer Vielzahl von Film- und Fernsehproduktionen einige der Hollywood-Stars z. B. Burt Reynolds, Sylvester Stallone und John Wayne. Er lehrte zahlreichen Schauspielern Kampfkunst und den Umgang mit Waffen, z. B. Geena Davis, Michael Douglas, Mel Gibson, Danny Glover, Susan Sarandon, und Kathleen Turner. Bass drehte einige TV-Werbespots und TV-Serien wie Fantasy Island, MacGyver, Kobra, übernehmen Sie, Raumschiff Enterprise, Das A-Team und Twilight Zone.
Bass war immer bemüht die Arbeitsbedingungen und die Sicherheitseinrichtungen beim Dreh für den Stuntman zu erhöhen. Bass machte dies aufgrund zweier Unfälle. Einmal wurde seine Kollegin Heidi von Beltz bei einer Stuntszene querschnittsgelähmt und zum anderen verlor er 1982 seinen Freund Vic Morrow.

## Filmografie
- 1967: Raumschiff Enterprise
- 1968: Die grünen Teufel
- 1969: Che!
- 1973: Zum Killen dressiert
- 1973: Der Don ist Tod
- 1973: Westworld
- 1974: McQ schlägt zu
- 1976: Dieses Land ist mein Land
- 1977: Ein ausgekochtes Schlitzohr
- 1977: Unheimliche Begegnung der dritten Art
- 1978: U-Boot in Not
- 1978: Zwei heiße Typen auf dem Highway
- 1978: Um Kopf und Kragen
- 1978: Dreckige Hunde
- 1979: Die Todesfalle auf dem Highway
- 1979: Auf ein Neues
- 1979: Ich, Tom Horn
- 1980: The Ninth Configuration
- 1980: Der Tag, an dem die Welt unterging (When Time Ran Out…)
- 1980: Oh, Moses!
- 1980: Blues Brothers
- 1980: Jeder Kopf hat seinen Preis (The Hunter)
- 1980: Das ausgekochte Schlitzohr ist wieder auf Achse
- 1981: Die unglaubliche Geschichte des Mrs. K.
- 1981: Auf dem Highway ist die Hölle los
- 1981: Cheech & Chong’s heiße Träume
- 1981: Auf dem Highway ist die Hölle los
- 1981: Sharky und seine Profis
- 1982: Megaforce
- 1982: Taxi
- 1983: Ihre letzte Chance
- 1983: Das A-Team
- 1983: Zwei ausgekochte Gauner
- 1983: Dr. Detroit
- 1983: Der rasende Gockel
- 1983: Ein Richter sieht rot (The Star Chamber)
- 1983: Das Osterman-Weekend
- 1983: Scarface – Toni, das Narbengesicht
- 1984: Höllische Träume
- 1984: Nur der Tod ist umsonst
- 1985: Zeit der Vergeltung
- 1985: Warnzeichen Gen-Killer
- 1985: Leben und Sterben in L.A.
- 1986: 8 Millionen Wege zu sterben
- 1986: Holt Harry Raus!
- 1986: Hummeln im Hintern
- 1986: Interceptor
- 1987: Mannequin
- 1987: Lethal Weapon – Zwei stahlharte Profis
- 1987: Predator
- 1987: Wahre Männer
- 1987: Anklage Massenmord
- 1987: Die Top Cops
- 1988: Action Jackson
- 1988: Tequila Sunrise
- 1988: Zwillinge (Twins)
- 1989: Rebellen auf Skateboards
- 1989: Black Rain
- 1990: Rocky V
- 1991: Eine perfekte Waffe
- 1991: Thelma & Louise
- 1991: Der Giftzwerg
- 1992: Nicht ohne meinen Koffer
- 1992: Ein Hund namens Beethoven
- 1992: Brennpunkt L.A. – Die Profis sind zurück
- 1992: Die Stunde der Patrioten
- 1992: Bram Stoker’s Dracula
- 1992: Bodyguard
- 1993: Falling Down – Ein ganz normaler Tag
- 1993: Excessive Force – Im Sumpf der Gewalt
- 1993: Last Action Hero
- 1993: Die Wiege der Sonne
- 1994: The Crow – Die Krähe
- 1994: Juniors freier Tag
- 1994: True Lies – Wahre Lügen
- 1994: Tödliche Geschwindigkeit
- 1994: Puppet Masters – Bedrohung aus dem All
- 1994: Double Dragon – Die 5. Dimension (Double Dragon)
- 1995: Das Dorf der Verdammten
- 1996: Nach eigenen Regeln
- 1996: Einsame Entscheidung
- 1996: Eraser
- 1996: Tödliche Verschwörung
- 1997: Batman & Robin
- 1997: Money Talks – Geld stinkt nicht
- 1998: Desperate Measures
- 1999: End of Days – Nacht ohne Morgen
- 1999: Der Mondmann
- 2000: Die Flintstones in Viva Rock Vegas